# M6 (テレビ局)
M6（Métropole Télévision/エムシス）はフランスの民間テレビ局の一つ。チャンネルのロゴは大きなMの上に重なるように6が記してある。ドイツ・ベルテルスマン傘下のRTLを筆頭株主とする、M6グループ（Groupe M6）の下で運営されている。
このチャンネルではニュース番組の放送は最小限にとどめ、アメリカで製作されたドラマや音楽番組を中心にした編成を行っているため、若い世代に人気がある。
デジタル放送で放送されている音楽専門局W9（M6のロゴを逆さまにしたにしたもの）など音楽を中心とした専門チャンネルを複数、傘下に持つ。

## 沿革
- 1986年3月1日 広告業大手のピュブリシス、老舗映画会社のゴーモン、音楽に強い新興ラジオ局のNRJを主体とするコンソーシアムによりTV6として開局。
  - 音楽番組を50%以上編成すること、フランス製の長編映画を年に350本放映することを放送免許の条件とした。
- 1987年2月2日 国家通信自由委員会はTV6への放送免許を2月末で取り消し、新たに同じ周波数帯で運営を行う事業者を受け付けると発表。
- 1987年2月23日 国家通信自由委員会はTV6に代わる放送事業者に、RTLと水道事業者のリヨネーズ・デ・ゾー[1]が合弁して設立した、メトロポール・テレビジョン（Métropole Télévision）を選定。
- 1987年2月28日 23時15分、TV6は放送を停止。
- 1987年3月1日 11時15分、M6としての放送が開始される。
  - 同時期に開局したラ・サンクとともに、民放テレビ局の新設は苦境に陥っていたミッテラン大統領による人気取りの政策であると、当時の保守系野党[2]は批判。1986年の議会総選挙で保守勢力が国民議会の過半数を得ると、新たに就任したシラク首相はTF1の民営化を決定した一方で、新規民放局への放送免許取り消しを行おうとしたが、実際には民放局の経営権を保守派に握らせる動きであった。
- 2022年春 同業でかつ、民放最大手のテレビ局であるTF1と合併することを表明。NetflixやYouTubeなどの動画配信サービスに対抗するため、放送事業の統合を目的としており、マクロン政権内の一部幹部も支持していた。しかし、テレビ広告のシェアが市場の7割を占めることになることから、競争委員会[3]がこの合併案に懸念を示したため、調整が続いていたが、「もはや戦略的合理性がない」として、同年9月16日にこの計画を断念することをM6とTF1、両局の親会社[4]など計4社が発表した[5]。

## 放映番組
- NCIS 〜ネイビー犯罪捜査班
- Scènes de ménages
- La France a un Incroyable Talent(ゴットタレントのフランス版)
- La Meilleure Boulangerie de France
- Tous en Cuisine
- トップ・シェフ
- Cauchemar en Cuisine
- Meilleur Patissier
- ペキン・エクスプレス
- Mariés au premier regard
- L'amour est dans le pré
- Turbo
- Le Juste Prix
- M6 Kid
- M6 Music
- 100%Foot
- Recherche appartement ou maison
- e=m6
- Zone Interdite

### 過去の番組
- プリズン・ブレイク
- エイリアス
- カメラ・カフェ 第1・2シリーズ
- スターゲイト SG-1
- Nouvelle Star（ヌヴェル・スター）（ポップアイドルのフランス版）
- Xファクター（英Xファクターのフランス版、第1シリーズはW9で放送）
- 痛快なりゆき番組 風雲!たけし城
- カームロット
- フレンズ
- Total Wipeout
- Fan de
- Generation H1T
- Les Reines du shopping
- Objectif Top Chef

など